# Manolás
Manolás (en grec moderne : Μανωλάς), officiellement Thirassía, est le principal village de l'île de Thirassía en Grèce. En 2011 sa population était de 160 habitants.